# Vinskänk
Vinskänk var ett yrke som utövades av en person som var innehavare, föreståndare eller anställd vid en vinkällare. På 1700-talet och fram till 1800-talets mitt var vinskänk ett eget skrå.

## Historik

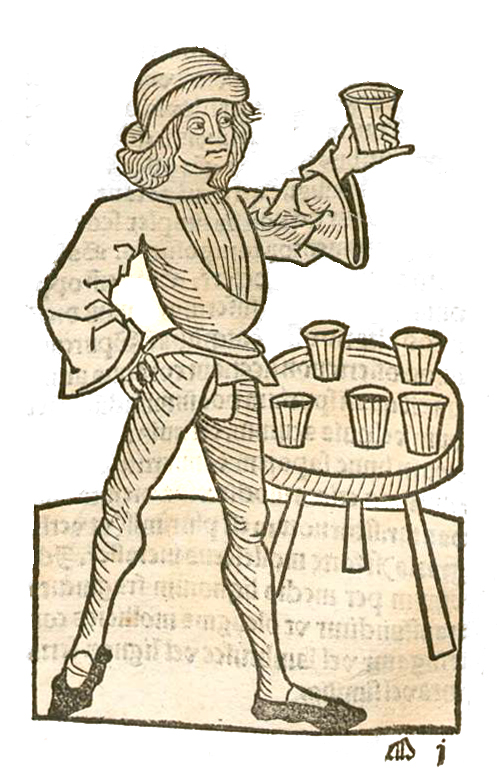
En tysk vinskänk 1491.

Vinskänkarna i Stockholm sammanslöt sig 1702 till ett eget skrå, Stockholms Stads Vinskänkarsocietet. De skötte försäljningen av alkoholhaltiga drycker (främst vin) och serverade vin för privat konsumtion. År 1703 beslutade societeten att utskänkningsställen för vin skulle ha en skylt i form av en vinlövskrans på husets fasad. Det gällde dock enbart för medlemmar i Vinskänkarsocieteten. Att skylta med en krans av granris eller löv var en gammal tradition som redan 1555 beskrevs av Olaus Magnus. En vinlövskrans i plåt finns sedan 1722 fortfarande som flaggskylt utanför Den Gyldene Freden i Gamla stan. I samband med 1864 års näringsförordning fråntogs vinskänkarsocieteten rätten att hindra den som inte innehade rätt slags yrkeskunnande till att bli vinskänk.

## Kända svenska vinskänkar
En känd svensk vinskänk var den från Tyskland invandrade Valentin Sabbath som i början av 1700-talet bland annat ägde Sabbatsbergs värdshus i nuvarande Sabbatsberg och Källaren Rostock i Gamla stan. En annan var Peter Hinrich Fuhrmann från Hamburg, vid sin tid Stockholms mest aktade vinskänk samt hovkällarmästare, som drev den efter honom uppkallade Fuhrmannska källaren vid 1700-talets mitt.

## Tyskland
Den tyska motsvarigheten är Weinschenk som även initierade det svenska begreppet på medeltiden. En Weinschenk stod för servering av vin på herrgårdar och i städernas vinkällare. På 1100-talet kallades yrket Weinmann (på svenska vinman) som likställdes med vinhandlare och vinodlare.